# 徐太志
徐太志（韓語：서태지，1972年2月21日—），韩国男歌手、作詞家、作曲家。
1989年出道，初次使用徐太志這個名號。1992年創立組合「徐太志和孩子們」，演出活動獲得巨大成功，為韓國樂壇注入了新鮮血液，他們具有現代感的舞曲、說唱樂曲風，逐漸取代了在當時樂壇占據主流地位的韓國演歌。1996年樂團解散後，徐太志隱退，前往美國，於兩年後回國，開始個人演藝活動，個人風格逐漸轉回早期參與Sinawe樂團時代的搖滾樂。
徐太志是韓國流行音樂史上最具有影響力的音樂人之一，被尊稱為「文化大總統」:200。他在九十年代對韓國樂壇做出的貢獻及享有的地位，可與麥可·傑克森在八十年代對美國樂壇的影響相提並論，故為歐美樂壇譽為「韓國的麥可·傑克森」。

## 經歷

### 1972—1992：早年與「Sinawe」
徐太志自幼便對音樂有著濃厚的興趣。14歲時，他就加入了幾個業餘樂團。這時的他，逐漸感覺學校只是一個腐化青年人心靈的地方，他於是選擇輟學，全心投入歌曲創作。17歲時，他加入了搖滾樂隊Sinawe擔任Bass手，並開始使用徐太志這個稱呼。

### 1992—1996：徐太志和孩子們
1991年，1991年，因音樂理念上的分歧，徐太志離開了Sinawe，改變創作路線，由純搖滾音樂轉向舞曲與說唱樂，並創建了組合「徐太志和孩子們」，組合另兩名成員梁鉉錫（YG娛樂創辦人）與李洙路。徐太志負責主唱與詞曲創作，梁鉉錫與李洙路則負責舞蹈及配唱。

#### 1992：〈我知道〉（난 알아요）
1992年，徐太志和孩子們發行了首張專輯《徐太志和孩子們1》，這是一張極具突破性、改寫了韓國音樂史的專輯。代表歌曲〈我明白〉（난 알아요）是韓國流行樂史上首次以舞曲與說唱樂為基調並將其發揮到極致的作品。全新的曲風如洪水般橫掃全國，狂銷170萬張。韓國樂壇以韓國演歌與慢板敘事曲為主流的局面，以1992年這張專輯的出現為分水嶺，由此發生了巨大變化，其影響力延續至今。

#### 1993：〈何如歌〉（하여가）
1993年，第二張專輯《徐太志和孩子們2》，代表單曲〈何如歌〉（하여가），加重了搖滾與說唱的成分。這張專輯依然極其成功，銷量達200萬，為韓國史上第一張兩百萬專輯。

#### 1994：〈渤海之夢〉（발해를 꿈꾸며）
1994年，第三張專輯《徐太志和孩子們3》發行，風格大變，由舞曲轉為他Sinawe時代的重金屬與搖滾曲風。除了〈渤海之夢〉（발해를 꿈꾸며），幾乎沒有任何舞曲味道存在。〈渤海之夢〉是另類搖滾曲風，帶有希望南北韓統一的意味。其他曲目，例如極受爭議的〈教室思想〉（교실 이데아），就以由Crash樂團主唱安興燦（안흥찬）的死亡金屬嘶吼為主軸。〈教室思想〉被韓國教育界嚴厲批評，但卻洗腦般的徹底征服了年輕一代。這是團體往後一連串爭議的開端。他們被指控以倒退音隱含撒旦教的訊息。雖然主流媒體之後證實了這只是沒有根據的說法，但道德方面的負面影響仍然存在。

#### 1995：〈回家〉（Come Back Home）
徐太志和孩子們並未因此而退縮，在這第四張專輯中推出了更加具有爭議性的作品。〈回家〉一曲是具有黑幫饒舌樂（Gangster Rap）風格的作品，一經傳唱，真使得當時很多浪蕩街頭的少年「回了家」。〈必勝〉（필승）則具有另類搖滾吼叫的曲風，也取得很大成功。〈時代遺憾〉一曲因被認為對年輕人消費觀念產生不良影響，曾一度被韓國影視倫理委員會禁播。此舉引起歌迷大規模反抗，之後韓國於1996年7月廢除了預審制度。

#### 1996：解散與隱退
徐太志和孩子們在1996年1月，仍處在巔峰時期時，退出了韓國樂壇。李洙路和梁鉉錫都在解散後立刻成立了自己的經紀公司，梁鉉錫的YG娛樂日後甚至成為韓國最大公司之一。宣布解散後，樂團發行了精選輯《Goodbye Best Album》，也是他們唯一一張精選集。唱片標上寫著「是的，沒有結束。我們的愛會是＆，而不是End。」

### 1998—至今：單獨活動
1998年後單獨活動的作品，風格離開了舞蹈與快歌，而回到他少年時代最初的所愛──搖滾樂。

#### 1998：《徐太志》
1996年，團體解散後，徐太志前往美國沉潛了兩年，無聲無息。1998年7月7日，卻突然發行第一張個人專輯。本作有一些重金屬與新金屬作品，但最主要仍是另類搖滾風格。徐太志沒有進行任何宣傳，沒有任何公開演出，甚至人根本沒回到韓國，然而這張復出作《徐太志》，卻依然在韓國賣破100萬張。本作雖然事實上是他第一張個人專輯，但一般還是被稱為他的第五張專輯。

#### 2000：《超級樂迷》
2000年，離開韓國四年半後，徐太志回來了，發行了第六張專輯，代表曲目是〈超級樂迷〉（Ultramania），風格為新金屬與硬核龐克。他單飛後此次演出活動取得了更大的成功，其演唱風格影響了韓國國內許多所謂男孩組合，例如H.O.T.等。專輯中的〈網絡戰爭〉與〈超級樂迷〉被評為2000年度最熱門歌曲。該專輯銷量為110萬張。同年9月9日，展開復出第一場演唱會「Taiji Comeback Concert 20000909」。2001年10月11日，他創立的大型搖滾盛事ETP音樂節（Eerie Taiji People的縮寫，意為「古怪太志黨」）舉辦了首屆演出。其後，日本樂隊X-Japan已故吉他手Hide的父母及弟弟松本裕士為祝賀太志ETP音樂節的成功，同時也為了慶祝Hide首次以音樂節演出的形式為人們紀念，將Hide本人一把黃色飾有粉紅色心形圖案的費爾南德斯MG-360S吉他贈予太志。太志此次回歸演出過程中，在電視節目中鮮有露面，因此受到非議，被認為是故意營造一種神秘氣息以提高人氣。事實上，太志本人一貫深居簡出，私生活鮮為人知。

#### 2004：《第七輯》
2004年，第三張個人專輯《第七輯》發行，風格依然保持了新金屬。然而，不像前作〈超級樂迷〉，本專輯曲調多為降調C大調，使得整張專輯所有歌曲聽來頗像是很長的一首歌曲。本作依然吸引了廣泛的聽眾，好記、上口的搖滾旋律使得樂迷們稱之為「龐克搖滾」。另外，他也在其中幾首歌曲中加入了鼓打貝斯的元素，從這裡可以看出他也是一名電子樂好手，電子樂技巧無疑是在製作徐太志和孩子們時期專輯的時候得到的磨練。月之海成員J也在這張專輯製作中擔任貝斯手。專輯中的〈Live Wire〉一曲走紅，是繼2000年〈超級樂迷〉之後又一具有強大生命力的作品。〈機器人〉一曲講述了自己的年少和痛苦。〈癱瘓的音樂產業〉（F.M.Business）痛斥了已商業化的音樂產業以及貪得無厭的唱片集團對旗下藝人的剝削。而〈受害者〉一曲則涉及了墮胎、性歧視及性犯罪的話題。由於網絡下載的普及，本張專輯的銷量只有約50萬張，儘管如此，該數字仍居韓國年度首位。至此，徐太志占據韓國樂壇人氣頂峰十年有餘。該張專輯一切活動持續到2005年，隨後，他又一次離開了媒體的關注，突然消失了。

#### 2008—2009：第八輯《Atomos》
消失一段時間之後，徐太志於2008年重歸韓國，帶來新的單曲專輯《Moai》(Moai：智利復活節島上的巨石人面雕像）。這張專輯是他精心籌備的所謂「神秘計劃三部曲」其中的第一部。隨後，歌曲〈百慕大三角〉以網絡數字單曲的形式發表，所屬的專輯《秘密》於次年三月10日發行。專輯的推廣活動被稱為「消失的太志」，流言聲稱太志失蹤，會在一場名為「蟲洞」（Wormhole）的演唱會舉辦當天歸來。在專輯《Moai》中，太志在音效方面進行了創新，試驗性地引入了一種全新的風格，他本人稱之為「自然升調」（Nature Pound）。創作〈Moai〉這首歌曲的靈感來源於復活節島上那些神秘的石像，太志自幼就對這些石像著迷。在2008年的ETP音樂節上，他為此次回歸大力宣傳，並邀請國內外樂隊合演，其中包括The Used、Dragon Ash、Death Cab for Cutie及Marilyn Manson。同年，他邀請英國指揮家托爾加·卡席夫攜皇家愛樂樂團，共同演繹自己的新作及舊日經典，將搖滾樂與古典音樂相結合，令人耳目一新。這場音樂會取得了巨大的成功，同年歲末又加演一場。
「神秘計劃三部曲」的第二部《秘密》於2009年3月10日發行，發行日期與2006年火星侦察轨道器進入火星軌道的日期相吻合。3月14日和15日，太志舉辦演唱會為該張專輯進行宣傳。二十分鐘內，這場被神秘地稱為「蟲洞」的演唱會門票便已售罄。
2009年4月3日，徐太志和孩子們第一、二張專輯再版重新發行。據計劃，自《我明白！》（Nan Arayo!）至《第七輯》（7th Issue）以來全部七張專輯均將重發。五月25日，徐太志和孩子們的第三、第四張專輯也再版發行。6月13日，徐太志開始了他名為「莫比斯環」（The Mobius）的全國巡演，在韓國首爾舉辦了首演。巡演結束兩個月後，樂隊又加演一場。2009年度的ETP音樂節則邀請到NIN、Limp Bizkit、Keane、Boom Boom Satellites、Pia及Gumx等國內外樂團。
2009年12月24日，徐太志交響音樂會現場錄音雙CD專輯發行，其中包括遭電台禁播的歌曲〈癱瘓的音樂產業〉。

#### 2014年：第九輯《Quiet Night》
暌違五年，徐太志在2014年10月20日帶著全新的第九張專輯回歸韓國歌壇。並在10月18日於首爾蠶室運動場的主競技場舉辦回歸演唱會，主題為「Christmalowin」。徐太志於演唱會上率先演唱第九輯的歌曲，並帶來他過往的經典作品。除此之外，徐太志還史無前例的在10月2日推出先行曲，與音源榜上的常勝軍IU合作〈昭格洞〉一曲。

## 婚姻
1997年，徐太志在美國與女演員李智雅結婚，2000年開始分居，2006年離婚。由於他的私人生活極為保密，2011年雙方進行財產分割訴訟時才被曝光，最終達成和解結束訴訟。
2013年5月15日，徐太志於官方網站上發佈與女演員李恩誠的婚訊。李恩誠年齡小他16歲，是在2008年拍攝徐太志新歌〈百慕大三角〉MV時結識，2009年開始交往。

## 合作樂手
徐太志雖仍屬於獨唱歌手，但在演唱會、錄音及音樂錄影帶的製作過程中，他一貫與以下樂手合作，其中某些樂手屬於其他團體，只是短期參與徐太志的錄音及演出。
- Korn共演樂團
- Top（安勝勛）—第六至第八張專輯主音吉他手
- Rock—第六、第七張專輯節奏吉他手
- Monkey（尚武）—第六、第七張專輯貝斯手
- Heff「The Machine」Holter（荷夫·「機器」·霍爾特）—第六、第七張專輯鼓手
- 金石中—徐太志第八張專輯鍵盤、程序、小樣、FX音效控制
- 姜俊相—徐太志第八張專輯貝斯手，為樂隊A'ccel in a story常駐樂手
- 崔賢鎮—徐太志第八張專輯鼓手，為樂隊Vassline常駐樂手

## 作品

### 徐太志和孩子們
- 第一輯 - 《我明白》(1992) (銷量170萬)
- 第二輯 - 《何如歌》(1993) (銷量200萬)
- 第三輯 - 《渤海之夢》(1994)
- 第四輯 - 《回家》(1995)

### 個人專輯
- 第五輯 - 《徐太志》(1998) (銷量100萬)
- 第六輯 - 《超級樂迷》(Ultramania)(2000) (銷量110萬)
- 第七輯 - 《第七輯》(2004) (銷量50萬)
- 第八輯 - 《Atomos》(2009)
- 第九輯 - 《Quiet Night》(2014)

### 單曲與其他
- 《時代遺憾》(1995)
- 第八輯之《秘密》(2009)
- 第八輯之《Moai》(2008)
- （&）徐太志從藝十五周年紀念合輯 (2007) 本張合輯收錄自徐太志和孩子們時期以來發行的所有歌曲、演唱會錄音、單曲及混音作品，重新製作發行。
- 《大京城》日本發行版(2001)

### DVD
- 2008年徐太志、托爾加·卡席夫攜皇家愛樂大型交響音樂會現場錄影 (2010)
- 《第七輯》2004年重錄(2005)
- 《褪羽之鳥》徐太志公司紀念錄影及畫冊 (2005)
- 徐太志2004 ZERO 巡演現場錄影及畫冊 (2004)

### 藍光
- 2008年徐太志、托爾加卡席夫攜皇家愛樂大型交響音樂會錄影DVD加藍光 (2010)

### 實況專輯
- 徐太志樂隊The Mobius（「莫比斯環」）巡演實況 (2009)
- 徐太志與指揮家托爾加·卡席夫及英國皇家愛樂樂團合作大型交響音樂會實況（The Great 2008 Seotaiji Symphony with Tolga Kashif & Royal Philharmonic）(2009)
- 徐太志2004 ZERO巡演實況(2005)
- 徐太志第六輯再版 + 2002 ETP音樂節實況 (2003)
- 2000/2001 徐太志樂隊「太志的話」演出實況 (2001)
- 徐太志和孩子們 1995「開啟另類天堂」演出實況 (1995)
- 徐太志和孩子們 1993「最後的慶典」演出實況 (1994)
- 徐太志和孩子們實況及電子混音 (1992)

## 外部連結
- Seotaiji.com 官方網站 （页面存档备份，存于）